# Schinus montanus
El Schinus montanus, conocido en Chile como muchi, litrecillo o laura,  es una especie de arbusto o árbolito perennifolio siempreverde, perteneciente a la familia de las anacardiáceas, que llega a crecer hasta 4 a 5 m de altura. Es un componente del bosque esclerófilo, que cubre la zona central de Chile.
Tiene hojas simples, gruesas, de 2 a 4 cm de longitud y 1 a 2 cm de ancho. Se desarrolla entre los 1.200 a 2.000 m s. n. m. en la Cordillera de los Andes entre la Región Metropolitana y la VI Región. Florece en pequeños racimos entre primavera y verano. El fruto es una baya con forma de lenteja y color oscuro.
Otras especies del género Schinus comunes en el bosque esclerófilo son Schinus latifolius (molle) y Schinus polygamus (huingán).